# 6 Ore di Monza 2022
La 6 Ore di Monza 2022 è un evento di corsa di auto sportive di durata che si è tenuta il 10 luglio preso l'Autodromo nazionale di Monza. Sarà la seconda edizione valida per il Campionato del mondo endurance e il quarto round nella stagione 2022.

## Elenco iscritti
L'elenco degli iscritti viene annunciato il 20 maggio del 2022. Questa gara segna il debutto della Peugeot 9X8, la Le Mans Hypercar costruita da Peugeot. Mentre è la prima gara del anno senza il Team Penske nella classe LMP2. Tra i piloti, il team Richard Mille Racing sostituisce Sébastien Ogier con Paul-Loup Chatin.
Di seguito l'elenco dei partecipanti:
| No. | Squadra               | Auto                | Pneumatici | Pilota 1         | Pilota 2           | Pilota 3           |
| --- | --------------------- | ------------------- | ---------- | ---------------- | ------------------ | ------------------ |
| 7   | Toyota Gazoo Racing   | Toyota GR010 Hybrid | M          | Mike Conway      | Kamui Kobayashi    | José María López   |
| 8   | Toyota Gazoo Racing   | Toyota GR010 Hybrid | M          | Sébastien Buemi  | Brendon Hartley    | Ryō Hirakawa       |
| 36  | Alpine Elf Matmut     | Alpine A480         | M          | Nicolas Lapierre | André Negrão       | Matthieu Vaxivière |
| 93  | Peugeot TotalEnergies | Peugeot 9X8         | M          | Paul di Resta    | Jean-Éric Vergne   | Mikkel Jensen      |
| 94  | Peugeot TotalEnergies | Peugeot 9X8         | M          | James Rossiter   | Gustavo Menezes    | Loïc Duval         |
| 708 | Glickenhaus Racing    | Glickenhaus 007 LMH | M          | Olivier Pla      | Luis Felipe Derani | Romain Dumas       |

| No. | Squadra                   | Auto            | Pneumatici | Pilota 1               | Pilota 2          | Pilota 3            |
| --- | ------------------------- | --------------- | ---------- | ---------------------- | ----------------- | ------------------- |
| 1   | Richard Mille Racing Team | Oreca 07-Gibson | G          | Charles Milesi         | Lilou Wadoux      | Paul-Loup Chatin    |
| 9   | Prema Orlen Team          | Oreca 07-Gibson | G          | Robert Kubica          | Louis Delétraz    | Lorenzo Colombo     |
| 10  | Vector Sport              | Oreca 07-Gibson | G          | Sébastien Bourdais     | Ryan Cullen       | Nico Müller         |
| 22  | United Autosports         | Oreca 07-Gibson | G          | Filipe Albuquerque     | Philip Hanson     | Will Owen           |
| 23  | United Autosports         | Oreca 07-Gibson | G          | Alex Lynn              | Oliver Jarvis     | Josh Pierson        |
| 28  | Jota Sport                | Oreca 07-Gibson | G          | Jonathan Aberdein      | Ed Jones          | Oliver Rasmussen    |
| 31  | Team WRT                  | Oreca 07-Gibson | G          | Robin Frijns           | Sean Gelael       | René Rast           |
| 34  | Inter Europol Competition | Oreca 07-Gibson | G          | Alex Brundle           | Jakub Śmiechowski | Esteban Gutiérrez   |
| 35  | Ultimate                  | Oreca 07-Gibson | G          | Jean-Baptiste Lahaye   | François Heriau   | Matthieu Lahaye     |
| 38  | Jota Sport                | Oreca 07-Gibson | G          | António Félix da Costa | Roberto González  | Will Stevens        |
| 41  | RealTeam by WRT           | Oreca 07-Gibson | G          | Rui Andrade            | Norman Nato       | Ferdinand Habsburg  |
| 44  | ARC Bratislava            | Oreca 07-Gibson | G          | Miroslav Konôpka       | Mathias Beche     | Tijmen van der Helm |
| 45  | Algarve Pro Racing        | Oreca 07-Gibson | G          | James Allen            | René Binder       | Steven Thomas       |
| 83  | AF Corse                  | Oreca 07-Gibson | G          | Nicklas Nielsen        | François Perrodo  | Alessio Rovera      |

| No. | Squadra         | Auto                    | Pneumatici | Pilota 1            | Pilota 2              |
| --- | --------------- | ----------------------- | ---------- | ------------------- | --------------------- |
| 51  | AF Corse        | Ferrari 488 GTE Evo     | M          | James Calado        | Alessandro Pier Guidi |
| 52  | AF Corse        | Ferrari 488 GTE Evo     | M          | Antonio Fuoco       | Miguel Molina         |
| 64  | Corvette Racing | Chevrolet Corvette C8.R | M          | Tommy Milner        | Nick Tandy            |
| 91  | Porsche GT Team | Porsche 911 RSR-19      | M          | Gianmaria Bruni     | Frédéric Makowiecki   |
| 92  | Porsche GT Team | Porsche 911 RSR-19      | M          | Michael Christensen | Kévin Estre           |

| No. | Squadra               | Auto                     | Pneumatici | Pilota 1          | Pilota 2              | Pilota 3           |
| --- | --------------------- | ------------------------ | ---------- | ----------------- | --------------------- | ------------------ |
| 21  | AF Corse              | Ferrari 488 GTE Evo      | M          | Simon Mann        | Christoph Ulrich      | Toni Vilander      |
| 33  | TF Sport              | Aston Martin Vantage AMR | M          | Ben Keating       | Henrique Chaves       | Marco Sørensen     |
| 46  | Team Project 1        | Porsche 911 RSR-19       | M          | Matteo Cairoli    | Nicolas Leutwiler     | Mikkel O. Pedersen |
| 54  | AF Corse              | Ferrari 488 GTE Evo      | M          | Nick Cassidy      | Francesco Castellacci | Thomas Flohr       |
| 56  | Team Project 1        | Porsche 911 RSR-19       | M          | Ben Barnicoat     | Brendan Iribe         | Ollie Millroy      |
| 60  | Iron Lynx             | Ferrari 488 GTE Evo      | M          | Alessandro Balzan | Raffaele Giammaria    | Claudio Schiavoni  |
| 71  | Spirit of Race        | Ferrari 488 GTE Evo      | M          | Gabriel Aubry     | Franck Dezoteux       | Pierre Ragues      |
| 77  | Dempsey-Proton Racing | Porsche 911 RSR-19       | M          | Sebastian Priaulx | Christian Ried        | Harry Tincknell    |
| 85  | Iron Dames            | Ferrari 488 GTE Evo      | M          | Sarah Bovy        | Rahel Frey            | Michelle Gatting   |
| 86  | GR Racing             | Porsche 911 RSR-19       | M          | Ben Barker        | Ricardo Pera          | Michael Wainwright |
| 88  | Dempsey-Proton Racing | Porsche 911 RSR-19       | M          | Jan Heylen        | Patrick Lindsey       | Fred Poordad       |
| 98  | Northwest AMR         | Aston Martin Vantage AMR | M          | Paul Dalla Lana   | David Pittard         | Nicki Thiim        |
| 777 | D'station Racing      | Aston Martin Vantage AMR | M          | Charlie Fagg      | Tomonobu Fujii        | Satoshi Hoshino    |

## Prove Libere

### Prove Libere 1
| #   | Squadra            | Categoria | Auto                | Tempo    |
| --- | ------------------ | --------- | ------------------- | -------- |
| 708 | Glickenhaus Racing | Hypercar  | Glickenhaus 007 LMH | 1'37"984 |
| 22  | United Autosports  | LMP2      | Oreca 07-Gibson     | 1'39"973 |
| 91  | Porsche GT Team    | LMGTE Pro | Porsche 911 RSR-19  | 1'47"273 |
| 46  | Team Project 1     | LMGTE Am  | Porsche 911 RSR-19  | 1'48"389 |

### Prove Libere 2
| #  | Squadra             | Categoria | Auto                | Tempo    |
| -- | ------------------- | --------- | ------------------- | -------- |
| 8  | Toyota Gazoo Racing | Hypercar  | Toyota GR010 Hybrid | 1'37"692 |
| 83 | AF Corse            | LMP2      | Oreca 07-Gibson     | 1'38"917 |
| 92 | Porsche GT Team     | LMGTE Pro | Porsche 911 RSR-19  | 1'46"245 |
| 56 | Team Project 1      | LMGTE Am  | Porsche 911 RSR-19  | 1'47"738 |

### Prove Libere 3
| #   | Squadra            | Categoria | Auto                    | Tempo    |
| --- | ------------------ | --------- | ----------------------- | -------- |
| 708 | Glickenhaus Racing | Hypercar  | Glickenhaus 007 LMH     | 1'36"813 |
| 28  | Jota Sport         | LMP2      | Oreca 07-Gibson         | 1'38"904 |
| 64  | Chevrolet          | LMGTE Pro | Chevrolet Corvette C8.R | 1'45"902 |
| 54  | AF Corse           | LMGTE Am  | Ferrari 488 GTE         | 1'47"676 |

## Qualifiche
I vincitori della pole position in ogni classe sono contrassegnati in grassetto.
| Pos | #   | Team                      | Classe    | Qualifica   |
| --- | --- | ------------------------- | --------- | ----------- |
| 1   | 708 | Glickenhaus Racing        | Hypercar  | 1'35"416    |
| 2   | 8   | Toyota Gazoo Racing       | Hypercar  | 1'36"335    |
| 3   | 36  | Alpine Elf Matmut         | Hypercar  | 1'36"489    |
| 4   | 7   | Toyota Gazoo Racing       | Hypercar  | 1'36"919    |
| 5   | 94  | Peugeot TotalEnergies     | Hypercar  | 1'37"253    |
| 6   | 22  | United Autosports         | LMP2      | 1'38"403    |
| 7   | 44  | ARC Bratislava            | LMP2      | 1'38"731    |
| 8   | 41  | RealTeam by WRT           | LMP2      | 1'38"780    |
| 9   | 83  | AF Corse                  | LMP2      | 1'38"817    |
| 10  | 45  | Algarve Pro Racing        | LMP2      | 1'39"122    |
| 11  | 9   | Prema Orlen Team          | LMP2      | 1'39"203    |
| 12  | 10  | Vector Sport              | LMP2      | 1'39"481    |
| 13  | 31  | Team WRT                  | LMP2      | 1'39"654    |
| 14  | 1   | Richard Mille Racing Team | LMP2      | 1'39"682    |
| 15  | 34  | Inter Europol Competition | LMP2      | 1'39"692    |
| 16  | 38  | Jota Sport                | LMP2      | 1'39"723    |
| 17  | 35  | Ultimate                  | LMP2      | 1'40"387    |
| 18  | 28  | Jota Sport                | LMP2      | 1'44"763    |
| 19  | 51  | AF Corse                  | LMGTE Pro | 1'45"270    |
| 20  | 64  | Corvette Racing           | LMGTE Pro | 1'45"324    |
| 21  | 52  | AF Corse                  | LMGTE Pro | 1'45"328    |
| 22  | 91  | Porsche GT Team           | LMGTE Pro | 1'45"804    |
| 23  | 92  | Porsche GT Team           | LMGTE Pro | 1'46"024    |
| 24  | 85  | Iron Dames                | LMGTE Am  | 1'47"431    |
| 25  | 33  | TF Sport                  | LMGTE Am  | 1'47"658    |
| 26  | 77  | Dempsey-Proton Racing     | LMGTE Am  | 1'48"206    |
| 27  | 21  | AF Corse                  | LMGTE Am  | 1'48"296    |
| 28  | 54  | AF Corse                  | LMGTE Am  | 1'48"406    |
| 29  | 98  | Northwest AMR             | LMGTE Am  | 1'48"534    |
| 30  | 56  | Team Project 1            | LMGTE Am  | 1'48"813    |
| 31  | 86  | GR Racing                 | LMGTE Am  | 1'48"842    |
| 32  | 46  | Team Project 1            | LMGTE Am  | 1'48"966    |
| 33  | 777 | D'station Racing          | LMGTE Am  | 1'48"987    |
| 34  | 71  | Spirit of Race            | LMGTE Am  | 1'49"990    |
| 35  | 88  | Dempsey-Proton Racing     | LMGTE Am  | 1'50"221    |
| 36  | 60  | Iron Lynx                 | LMGTE Am  | 1'50"296    |
| 37  | 23  | United Autosports         | LMP2      | Senza tempo |
| 38  | 93  | Peugeot TotalEnergies     | Hypercar  | Senza tempo |

## Risultati di gara
Di seguito l'ordine di arrivo:
| Pos. | No.  | Classe    | Team                      | Auto                     | Giri |
| ---- | ---- | --------- | ------------------------- | ------------------------ | ---- |
| 1    | 36   | Hypercar  | Alpine Elf Matmut         | Alpine A480              | 194  |
| 2    | #8   | Hypercar  | Toyota Gazoo Racing       | Toyota GR010 Hybrid      | 194  |
| 3    | #7   | Hypercar  | Toyota Gazoo Racing       | Toyota GR010 Hybrid      | 192  |
| 4    | #41  | LMP2      | RealTeam by WRT           | Oreca 07-Gibson          | 188  |
| 5    | #38  | LMP2      | Jota Sport                | Oreca 07-Gibson          | 188  |
| 6    | #10  | LMP2      | Vector Sport              | Oreca 07-Gibson          | 188  |
| 7    | #34  | LMP2      | Inter Europol Competition | Oreca 07-Gibson          | 188  |
| 8    | #23  | LMP2      | United Autosports         | Oreca 07-Gibson          | 188  |
| 9    | #9   | LMP2      | Prema Orlen Team          | Oreca 07-Gibson          | 188  |
| 10   | #45  | LMP2      | Algarve Pro Racing        | Oreca 07-Gibson          | 187  |
| 11   | #35  | LMP2      | Ultimate                  | Oreca 07-Gibson          | 187  |
| 12   | #83  | LMP2      | AF Corse                  | Oreca 07-Gibson          | 187  |
| 13   | #28  | LMP2      | Jota Sport                | Oreca 07-Gibson          | 186  |
| 14   | #44  | LMP2      | ARC Bratislava            | Oreca 07-Gibson          | 187  |
| 15   | #64  | LMGTE Pro | Corvette Racing           | Chevrolet Corvette C8.R  | 181  |
| 16   | #52  | LMGTE Pro | AF Corse                  | Ferrari 488 GTE Evo      | 181  |
| 17   | #51  | LMGTE Pro | AF Corse                  | Ferrari 488 GTE Evo      | 181  |
| 18   | #92  | LMGTE Pro | Porsche GT Team           | Porsche 911 RSR-19       | 181  |
| 19   | #91  | LMGTE Pro | Porsche GT Team           | Porsche 911 RSR-19       | 180  |
| 20   | #77  | LMGTE Am  | Dempsey-Proton Racing     | Porsche 911 RSR-19       | 179  |
| 21   | #31  | LMP2      | Team WRT                  | Oreca 07-Gibson          | 178  |
| 22   | #85  | LMGTE Am  | Iron Dames                | Ferrari 488 GTE Evo      | 178  |
| 23   | #22  | LMP2      | United Autosports         | Oreca 07-Gibson          | 178  |
| 24   | #46  | LMGTE Am  | Team Project 1            | Porsche 911 RSR-19       | 178  |
| 25   | #60  | LMGTE Am  | Iron Lynx                 | Ferrari 488 GTE Evo      | 178  |
| 26   | #71  | LMGTE Am  | Spirit of Race            | Ferrari 488 GTE Evo      | 177  |
| 27   | #88  | LMGTE Am  | Dempsey-Proton Racing     | Porsche 911 RSR-19       | 177  |
| 28   | #21  | LMGTE Am  | AF Corse                  | Ferrari 488 GTE Evo      | 177  |
| 29   | #98  | LMGTE Am  | Northwest AMR             | Aston Martin Vantage AMR | 177  |
| 30   | #54  | LMGTE Am  | AF Corse                  | Ferrari 488 GTE Evo      | 177  |
| 31   | #56  | LMGTE Am  | Team Project 1            | Porsche 911 RSR-19       | 176  |
| 32   | #77  | LMGTE Am  | D'station Racing          | Aston Martin Vantage AMR | 171  |
| 33   | #94  | Hypercar  | Peugeot Sport             | Peugeot 9X8              | 169  |
| 34   | #86  | LMGTE Am  | GR Racing                 | Porsche 911 RSR-19       | 163  |
| 35   | #1   | LMP2      | Richard Mille Racing Team | Oreca 07-Gibson          | 146  |
| 36   | #708 | Hypercar  | Glickenhaus Racing        | Glickenhaus 007 LMH      | 96   |
| 37   | #33  | LMGTE Am  | TF Sport                  | Aston Martin Vantage AMR | 73   |
| 38   | #93  | Hypercar  | Peugeot Sport             | Peugeot 9X8              | 46   |